# Панамериканский чемпионат по дзюдо 1992
Панамериканский чемпионат по дзюдо 1992 года прошёл в городе Гамильтон (провинция Онтарио, Канада) под эгидой Панамериканского союза дзюдо. Чемпионат был 19-м по счёту. Третий раз подряд сильнейшими стали представители Кубы, на этот раз завоевавшие 10 наград: 6 золотых, 3 серебряных и 1 бронзовую. Всего наград удостоились представители 10 стран.

## Медалисты

### Мужчины
| Категория   | Золото                      | Серебро                      | Бронза                                                   |
| ----------- | --------------------------- | ---------------------------- | -------------------------------------------------------- |
| до 56 кг    | Родолфо Ямаёсе · Бразилия   | Пол Ландерс · Канада         | Себастьян Улла · Аргентина Клейтон Сунада · США          |
| до 60 кг    | Антонио Окада · США         | Уиллис Гарсиа · Венесуэла    | Эрнандес, Сальвадор · Мексика Сигуэто Ямасаки · Бразилия |
| до 65 кг    | Джеймс Педро · США          | Исраэль Планас · Куба        | Франциско Вивас · Аргентина Роджер Дюран · Венесуэла     |
| до 71 кг    | Марио Агуилера · Мексика    | Эрнст Ларак · Гаити          | Дэн Хатано · США Эдгардо Антинори · Аргентина            |
| до 78 кг    | Ричард Рилей · США          | Эзекиел Парагуасу · Бразилия | Гастон Гарсиа · Аргентина Килмар Кампос · Венесуэла      |
| до 86 кг    | Вагнер Кастропил · Бразилия | Хавьер Пина · Мексика        | Джозеф Ванаг · США Хермит Суфрант · Гаити                |
| до 95 кг    | Аурелиу Мигел · Бразилия    | Белармино Сальгадо · Куба    | Хорхе Варди · Аргентина Чарльз Гриффит · Венесуэла       |
| свыше 95 кг | Хосе Транквилини · Бразилия | Франк Гарсиа · Куба          | Орландо Бассино · Аргентина                              |

### Женщины
| Категория   | Золото                       | Серебро                       | Бронза                                                                   |
| ----------- | ---------------------------- | ----------------------------- | ------------------------------------------------------------------------ |
| до 45 кг    | Ивис Гарсиа · Венесуэла      | Синтия Тан · Канада           | Андреса Бариане · Бразилия Эми Моэста · США                              |
| до 48 кг    | Амарилис Савон · Куба        | Мария Виллапол · Венесуэла    | Андреа Родригес · Бразилия Лилиана Фернандес · Мексика                   |
| до 52 кг    | Каролина Мариани · Аргентина | Натали Госселин · Канада      | Йо Квиринг · США Легна Вердесия · Куба                                   |
| до 56 кг    | Дрюлис Моралес · Куба        | Манилис Сегарра · Пуэрто-Рико | Джемина Альвес · Бразилия Рени Хок · Канада                              |
| до 61 кг    | Илеана Зулуэта · Куба        | Сёмара Гриффит · Венесуэла    | Мариэль Квинтери · Аргентина Элевкадия Варгас · Доминиканская Республика |
| до 66 кг    | Одалис Реве · Куба           | Лаура Мартинель · Аргентина   | Росиклея Кампос · Бразилия Софи Робердж · Канада                         |
| до 72 кг    | Нюрка Морено · Куба          | Карин Бланше · Канада         | Сандра Бахер · США Марсела Кано · Аргентина                              |
| свыше 72 кг | Эстела Виллануэва · Куба     | Нилмари Сантини · Пуэрто-Рико | Эдилене Андрадэ · Бразилия Коллин Розенстил · США                        |

## Медальный зачёт
*   Принимающая страна (Канада)
| Место           | Страна                   | Золото | Серебро | Бронза | Всего |
| --------------- | ------------------------ | ------ | ------- | ------ | ----- |
| 1               | Куба                     | 6      | 3       | 1      | 10    |
| 2               | Бразилия                 | 4      | 1       | 6      | 11    |
| 3               | США                      | 3      | 0       | 7      | 10    |
| 4               | Венесуэла                | 1      | 3       | 3      | 7     |
| 5               | Аргентина                | 1      | 1       | 8      | 10    |
| 6               | Мексика                  | 1      | 1       | 2      | 4     |
| 7               | Канада*                  | 0      | 4       | 2      | 6     |
| 8               | Пуэрто-Рико              | 0      | 2       | 0      | 2     |
| 9               | Гаити                    | 0      | 1       | 1      | 2     |
| 10              | Доминиканская Республика | 0      | 0       | 1      | 1     |
| Всего стран: 10 | Всего стран: 10          | 16     | 16      | 31     | 63    |